# Батак (презиме)
Батак је српско презиме које постоји у Далмацији, Цивљане доње, а слава им је Свети Никола. У Срему презиме Батак има у Сасама - Новим Карловцима, и одатле су се раселили па их има у Новом Саду, Београду, Љубљани. По предању воде порекло из околине Никшића - Мокра. Неки од те лозе се презивају Батаковић, али им је заједничка лоза. Батак је презиме које постоји и у БиХ РС, Источно Сарајево (Требевић), слава им је свети Димитрије (Митровдан). Неки се презивају и Батковић али им је иста лоза. Поријекло је такође из Црне Горе.